# Anne Henriette de Bavaria
Anne de Bavaria (Anne Henriette Julie; 13 martie 1648 – 23 februarie 1723) a fost prințesă de Palatinate prin naștere și prin căsătoria din 1663 Ducesă de Enghien și apoi Prințesă de Condé. 

## Biografie
Anne s-a născut la Paris ca a doua din cele trei fiice ale lui Eduard, Conte Palatin de Simmern. Mama ei era Anna Gonzaga, sora reginei Poloniei.
La vârsta de 15 ani a fost logodită cu Henri Jules, Duce de Enghien, singurul fiu în viață al faimosului comandant militar și nobilul francez Grand Condé. Marele Condé era cel mai vârstnic prinț de sânge de la curtea Franței și deținea titlul de Primul Prinț. Henri Jules era moștenitorul său. Ceremonia căsătoriei a avut loc la Palatul Louvre, la 11 decembrie 1663, în fața curții regelui Ludovic al XIV-lea și a prezenței familiei regale. 
Soțul ei, care suferea de licantropie, a fost susținut puternic de soția sa. Anne și soțul ei au avut 10 copii în total. Anne a fost descrisă ca foarte pioasă, generoasă și caritabilă, a fost apreciată de către mulți de la curte datorită devotamentului față de soțul ei. În ciuda acestui lucru, soțul ei, care era predispus la furii mari, și-a bătut de mai multe ori liniștita sa soție, chiar și în prezența altor curteni. Din cei zece copii născuți, cinci au supraviețuit copilăriei. Patru dintre aceștia s-au căsătorit.
La 1 aprilie 1709, soțul ei a murit la vârsta de 65 de ani, lăsându-l pe fiul lor, Louis, următorul Prinț de Condé. Louis a murit anul următor și fiul acestuia, Louis Henri de Bourbon a devenit următorul deținător al titlului.
Stră-stră-strănepotul ei Louis Philippe I a devenit rege al Franței.